# (26973) Lála
(26973) Lála – planetoida z pasa głównego asteroid okrążająca Słońce w ciągu 4 lat i 158 dni w średniej odległości 2,7 j.a. Została odkryta 29 września 1997 roku. Przed nadaniem nazwy planetoida nosiła oznaczenie tymczasowe (26973) 1997 SP25.